# Мурысев, Александр Сергеевич
Александр Сергеевич Мурысев (2 сентября 1915 года, г. Гомель, — 13 ноября 1962, пос. Форос Крымской области, УССР; похоронен в г. Самаре) — советский партийный и государственный деятель, первый секретарь Куйбышевского обкома КПСС (1959—1962).

## Биография
Отец — болгарин Сергей Балев — врач, коммунист, был застрелен на митинге в Гомеле в 1917 году. Семья переехала в Башкирию, на станцию Аксаково. Там мать Мария Васильевна познакомилась с телеграфистом Антоном Сергеевичем Мурысевым. Он заменил Александру и его старшей сестре Вере отца. Когда в первые месяцы войны погиб сводный брат Сергей, Александр решил взять фамилию отчима.
После окончания Белебейской профтехшколы в 1930 году, Александр начал работать трактористом, потом — слесарем, водителем автодрезины на железнодорожной станции Аксаково.
В 1934 году он приехал в Самару, поступил на рабфак при индустриальном институте. После рабфака в 1936 году был принят на механический факультет того же вуза. Был сталинским стипендиатом и комсоргом института. В 1941 получил диплом с отличием по специальности «инженер-механик».

### Карьера
Направленный на завод им. Масленникова по распределению, Мурысев с 1941 года работал инженером-технологом, позже — заместителем начальника цеха. Заводу, известному среди оборонных предприятий высокой организованностью, Государственный Комитет Обороны поручил в кратчайший срок освоить выпуск реактивных снарядов для Катюш, но свободной производственной площади для этого не оказалось. Было принято решение приспособить для изготовления реактивных снарядов инструментальное производство. Изыскали необходимое оборудование, оснастку, подобрали высококвалифицированных специалистов. Так на заводе появился совершенно новый, специализированный цех. Возглавил его Василий Зверев, а заместителем у него стал Александр Мурысев. Всего один месяц было отпущено заводу на освоение новой продукции. Инженерно-технические работники справились с этой задачей: через месяц фронт начал получать снаряды из Куйбышева.
В 1942 году Мурысев вступил в ВКП(б), являлся комсоргом ЦК ВЛКСМ и руководителем комсомольской организации на своём заводе в период Великой Отечественной войны.
«Во время войны на заводе катюши делали — вот тогда, наверное, они с Сергеем Павловичем Королёвым и познакомились», — предполагает младшая дочь Мурысева Надежда.
В 1945 году женился на Евдокии Степановне. Через год родилась дочь Галина, потом ещё одна дочь.
После окончании войны Александр Сергеевич в 1945 году занимался комсомольско-партийной работой. Позже он стал заведующим отделом рабочей молодежи Куйбышевского обкома ВЛКСМ (3.1945 — 2.1948), затем — секретарём партбюро Куйбышевского индустриального института (2.1948 — 3.1949). В 1949 году его избрали 2-м секретарем Похвистневского райкома ВКП(б), затем — 1-м секретарем Куйбышевского сельского райкома КПСС (12.1949 — 6.1951; семья жила на станции Кротовка). В мае 1951 года Александр Сергеевич стал 1-м секретарём Чапаевского горкома ВКП(б); его жена работала на пороховом заводе.
8 августа 1953 Александр Мурысев был направлен в Ставрополь (ныне Тольятти) на должность парторга ЦК КПСС треста «Куйбышевгидрострой», строившего Куйбышевскую ГЭС. Мурысевы жили в Портпосёлке. Вместе с начальником Иваном Комзиным и главным инженером Николаем Разиным фактически являлись руководящей тройкой огромного строительства.
За успехи на этой работе Александр Сергеевич 9 августа 1958 года получил звание Героя Социалистического Труда.
3 марта 1957 года его избрали в Куйбышевский областной совет депутатов трудящихся по Дзержинскому избирательному округу № 6. На XIV Куйбышевской областной партконференции в 1958 году (когда ГЭС была почти построена и уже готовились к её торжественному открытию Н. С. Хрущёвым), на пленуме Мурысева избрали членом бюро и 2-м секретарем Куйбышевского обкома КПСС.

### Во главе Куйбышева и Куйбышевской области
В сентябре 1958 года Александр Сергеевич был избран председателем Куйбышевского облисполкома. Он стал делегатом внеочередного XXI съезда КПСС, прошедшего 28 января — 5 февраля 1959 года в Москве.
1 марта 1959 года Мурысев был избран депутатом Верховного Совета РСФСР и в Куйбышевский областной Совет депутатов трудящихся. 20 октября 1959 года он стал 1-м секретарём Куйбышевского обкома КПСС.
На этом посту принимал вернувшихся из полёта советских космонавтов: Гагарина, Титова, Николаева, Поповича, проходивших послеполётную реабилитацию на обкомовской даче под Куйбышевом. Подружился со многими из них.
31 октября 1961 года вошёл в состав ЦК КПСС. Депутат Верховного Совета СССР 6 созыва.

### Смерть
Перенеся три инфаркта, Александр Сергеевич скончался в ноябре 1962 года в возрасте 47 лет. Десять тысяч куйбышевцев и ставропольчан шли за его гробом в траурной процессии 15 ноября. На одном из венков было написано: «Нашему крёстному отцу от советских космонавтов». Похоронен на Городском кладбище Самары.
Супруга пережила мужа на 30 лет и скончалась в 1992 году.

## Память
- В городе Тольятти в честь Мурысева названа одна из улиц.
- На доме в Портпоселке (коттедж № 9) имеется мемориальная доска, установленная в ноябре 1967 года.

## Награды
- Герой Социалистического Труда.